# Urban Trial Freestyle
Urban Trial Freestyle – komputerowa gra zręcznościowa stworzona przez polskie studio Tate Interactive i wydana przez Tate Multimedia. Gra została wydana 20 lutego 2013 roku na platformę PlayStation 3 i PlayStation Vita. 27 czerwca 2013 roku gra ukazała się na platformie Nintendo 3DS wraz z edytorem plansz, a następnie 18 września tego samego roku na platformę PC Steam.
Gracz wciela się w motocyklistę, który wykonuje ewolucje i ściga się w niedozwolonych miejscach. Gra zawiera 47 tras umiejscowionych w 5 różnych sceneriach. Do wyboru są trzy tryby rozgrywki: wyczynowy, czasowy oraz dodatkowe wyzwania. Urban Trial Freestyle pozwala na tuning wyglądu i charakterystyki motoru oraz wybór stylu ubioru postaci.